# Kees Smit
Kees Smit, né le 20 janvier 2006 à Heiloo aux Pays-Bas, est un footballeur néerlandais qui évolue au poste de milieu central à l'AZ Alkmaar.

## Biographie

### En club
Né à Heiloo aux Pays-Bas, Kees Smit est formé par l'AZ Alkmaar. En décembre 2022 il est intégré pour la première fois à l'équipe première pour participer à un camp d'entraînement de mi-saison.
Smit fait ses débuts en professionnel avec le Jong AZ, l'équipe réserve du club, jouant son premier match le 23 janvier 2023 contre Helmond Sport. Il entre en jeu et les deux équipes se neutralisent ce jour-là,.
Il fait ses débuts en équipe première le 10 mars 2024, lors d'une rencontre de championnat face au Excelsior Rotterdam. Il entre en jeu à la place de Dani de Wit et son équipe s'impose par quatre buts à zéro.

### En sélection
Kees Smit représente les Pays-Bas en sélection. Il commence avec les moins de 16 ans, jouant six matchs avec cette sélection entre 2021 et 2022.
Il est sélectionné avec l'équipe des Pays-Bas des moins de 19 ans pour participer au championnat d'Europe en 2025. Les Pays-Bas se qualifient ensuite pour la finale du tournoi en battant la Roumanie par trois buts à un. Il est titulaire et buteur lors de cette rencontre,.

## Palmarès
Pays-Bas -19 ans